# Trånghalla
Trånghalla is een plaats in de gemeente Jönköping in het landschap Småland en de provincie Jönköpings län in Zweden. De plaats heeft 1251 inwoners (2005) en een oppervlakte van 108 hectare.